# Popotnik nad morjem megle
Popotnik nad morjem megle je slika nemškega romantičnega umetnika Casparja Davida Friedricha, narejena leta 1818. Upodablja človeka, ki stoji na skalnem prepadu s hrbtom obrnjen proti gledalcu; zre v pokrajino, pokrito z gostim morjem megle, skozi katero se prebijajo drugi grebeni, drevesa in gore, ki se raztezajo v neskončnost.
Velja za eno mojstrovin gibanja romantike in eno njegovih najbolj reprezentativnih del. Slika je bila interpretirana kot emblem samorefleksije ali kontemplacije življenjske poti, krajina pa vzbuja sublimno. Friedrich je na svojih slikah pogosto uporabljal nazaj obrnjeno figuro (nemško Rückenfigur); Popotnik nad morjem megle je morda najbolj znana Rückenfigura v umetnosti zaradi pomembnosti subjekta. Sliko so interpretirali tudi kot izraz Friedrichovega nemškega liberalnega in nacionalističnega čustva.
Medtem ko je bil Friedrich spoštovan v nemških in ruskih krogih, Popotnika nad morjem megle in Friedrichovega dela na splošno niso takoj obravnavali kot mojstrovine. Friedrichov ugled se je izboljšal v začetku 20. stoletja, zlasti v 1970-ih; posebej priljubljen je postal Popotnik, ki se pojavlja kot primer »popularne umetnosti«, pa tudi visoke kulture v knjigah in drugih delih. Izvor umetniškega dela po nastanku ni znan, vendar je bilo do leta 1939 na ogled v galeriji Wilhelma Augusta Luza v Berlinu, leta 1970 pa ga je pridobil Hamburger Kunsthalle v Hamburgu v Nemčiji, kjer je razstavljeno vse od takrat.

## Opis
V ospredju moški stoji na skalnem prepadu s hrbtom obrnjen proti gledalcu. Zavit je v temno zelen plašč, v desni roki pa drži sprehajalno palico. Popotnik z lasmi, ujetimi v vetru, zre v pokrajino, prekrito z gostim morjem megle. V sredini štrli iz gmote več drugih grebenov, morda podobnih tistim, na katerih stoji sam potepuh. Skozi meglo je mogoče zaznati gozdove dreves na vrhu teh strmin. V daljavi se na levi dvigajo zbledele gore, ki se na desni rahlo uravnavajo v nižinske ravnice. Tu onstran se prežemajoča megla razteza v nedogled, se sčasoma pomeša z obzorjem in postane nerazločljiva od neba, polnega oblakov.
Slika je sestavljena iz različnih elementov iz peščenjaka Labe na Saškem in Češkem, skiciranih na terenu, vendar v skladu s svojo običajno prakso, ki jih je Friedrich sam preuredil v studiu za sliko. V ozadju na desni je Zirkelstein. Gora v ozadju na levi bi lahko bila Rosenberg ali Kaltenberg. Skupina skal pred njim predstavlja Gamrig pri Rathenu. Skale, na katerih stoji popotnik, so skupina na Kaiserkrone.

## Ustvarjanje in zgodovina
Datum nastanka Popotnika je na splošno naveden kot 1818, čeprav nekateri viri navajajo 1817. Izvor slike v 19. stoletju ni jasen, vendar je leta 1939 prišla v last galerije Wilhelma Augusta Luza v Berlinu. Nato je bila očitno prodana Ernstu Henkeju, nemškemu odvetniku, preden se je vrnila v galerijo Luz. Slika je krožila med zasebnimi zbirkami, preden jo je leta 1970 kupila Hamburger Kunsthalle (Hamburška umetnostna dvorana), kjer je od takrat tudi na ogled.
Pomembni dogodki v Friedrichovem življenju v letih 1817 in 1818 vključujejo njegovo prijateljstvo z znanstvenikom Carlom Gustavom Carusom in norveškim slikarjem Johanom Christianom Dahlom leta 1817, Friedrichovo poroko s Caroline Brommer januarja 1818 in par, ki se nekaj tednov zatem odpravlja na medene tedne nazaj v Friedrichov rojstni kraj Greifswald.

## Romantika
Popotnik nad morjem megle je tesno povezan z romantiko, širokim umetniškim in literarnim gibanjem, ki se je pojavilo po dobi razsvetljenstva. Medtem ko je identiteta moškega negotova, nekateri domnevajo, da gre za avtoportret umetnika samega, kar kaže na podobnosti v videzu, kot so rdeči lasje in iz tega razloga je bila slika interpretirana kot simbol samorefleksije ali kontemplacije življenjske poti. Za pokrajino Wanderer velja, da vzbuja vzvišene, večje skrivnosti in potencial, ki presega tipično. Friedrich je v zvezi s tem izrazil svoje ideje: »Umetnik naj slika ne le tisto, kar ima pred seboj, ampak tudi tisto, kar vidi v sebi«. O megli je zapisal: »Ko se regija zavije v meglo, se zdi večja in bolj vzvišena, dviguje domišljijo in vzbuja pričakovanja kot zastrto dekle.«
Med Friedrichom in drugimi romantiki še vedno obstajajo razlike. Werner Hofmann je zapisal, da je Popotnik bolj odprt in vprašljiv kot tipična romantična dela. Friedrichovega iščočega popotnika, ki ne pozna prihodnosti, primerja z Delacroixovo sliko Svoboda vodi ljudstvo, ki je bolj gotova glede potrebnega poteka dejanja, kar je morda povezano z razlikami v nemškem in francoskem nacionalizmu tiste dobe.
Friedrich je kritiziral druge umetnike svojega časa, ker so slikali prepolne »trgovine radovednosti«, ki so vsak del platna prekrile z novimi značilnostmi. Čeprav je Wanderer podroben, ne izgubi fokusa z vključitvijo niza geografskih značilnosti, drugih ljudi ali stavb; delo ostaja osredotočeno na gore in meglico ter pusti gledalčevemu očesu, da ga raziskuje v svojem tempu.

## Rückenfigurin podobno delo
Tradicionalni umetniški standardi pravijo, da če so ljudje prisotni v prizoru, so obrnjeni proti gledalcu ali v profilu. Izjeme obstajajo, vendar so na splošno za manjše like v natrpanem prizorišču. Čeprav Friedrich ni bil prvi umetnik, ki je uporabljal Rückenfigur, je uporabljal takšne figure, obrnjene stran od gledalca, veliko pogosteje in vztrajnejše kot drugi umetniki. Na splošno je veljalo, da Friedrichova uporaba Rückenfigure povabi gledalce 'znotraj' slike in jih spodbudi, da razmislijo o perspektivi upodobljene skrivnostne osebe, katere obraza ni mogoče videti. Popotnik nad morjem megle je morda najbolj znana Rückenfigura v umetnosti zaradi pomembnosti subjekta. Figura spremeni smisel in fokus slike. Helmut Börsch-Supan je zapisal, da si je »težje predstavljati to pokrajino brez figure kot na kateri koli drugi sliki.«
Druga Friedrichova dela, primerljiva s Popotnikom s takšnim motivom Rückenfigure, vključujejo Žensko pri oknu, Dva moža ob morju ob vzhodu Lune in Neubrandenburg.
Wieland Schmied trdi, da je bil Popotnik predhodnik nadrealizma Renéja Magritta; Friedrich je v svoje delo vključil subtilne neskladnosti in na videz nemogoče perspektive, kot jih vidimo v Popotniku, Magritte pa je te elemente v svojem delu popeljal še dlje. Ozadje slike navidezno ponika v ospredje, globina med njima pa nejasna.

## Politično ozadje
Friedrich je bil odkrit zagovornik nemškega liberalnega in nacionalističnega čustva. Stare nemške knežje države so bile po napoleonskih vojnah 1803–1815 razpadle in njihova oblast je bila ogrožena. Nemški nacionalisti so se zavzemali za združitev Nemčije in odpravo konservativnega nemškega plemstva ter vodstva Nemške zveze. Eden od načinov, kako so se nemški liberalci identificirali in izkazali svojo podporo, je bil modni trend: Altdeutsche (»staronemška«) obleka, obnova namišljene junaške enotne nemške preteklosti 1500-ih–1600-ih. Umetnostni zgodovinar Norbert Wolf je po Koernerju in drugih izjavil, da nosi figura v Popotniku nad morjem megle prav takšno Altdeutschesovo obleko, kar je bila politična izjava v dobi, ko je slika nastala. Drugi učenjaki so obleko figure opisali kot pehotno uniformo Jäger.
Manj jasno je, kako je Friedrichovo luteranstvo vplivalo na Popotnika, če sploh. Friedrichova religiozna stran je vidna v drugih njegovih slikah, kot je slika Križ v gorah iz leta 1810, ki ustreza skromni vrsti krščanstva, ki je našlo lepoto v naravi. To se ujema z Luthrovim pisanjem, da bi lahko vse velike stolnice in pompozne stavbe katoliške cerkve njegove dobe porušili z malo izgube. Za Friedrichovo razlago luteranstva je bila prava vera najdena v naravi, preprostosti in posameznih ljudeh, vseh elementih Popotnika. Druga možna povezava je bila, kako je Friedrich leta 1817 srečal in se spoprijateljil z znanstvenikom in slikarskim kolegom Carlom Gustavom Carusom, tik preden bi pripravljal in slikal Popotnika. Umetnostni zgodovinar Joseph Koerner ugotavlja, da je Carus pisal o določenem verzu v Luthrovi Bibliji: Luther je prevedel poročilo o Božjem stvarjenju Zemlje v 1. Mojzesovi knjigi 1 Mz 2,6 kot Aber ein Nebel ging auf von der Erde und feuchtete alles Land ('iz Zemlje se je dvignila megla in navlažila celotno deželo').  Carus je trdil, da je bila megla Božja pomočnica pri stvarjenju, ki je spremenila puste gore v zelene gozdove. Koerner domneva, da bi se lahko Carus in Friedrich o tem pogovarjala v času svojega prijateljstva. Vidi, da bi Potepuh prav lahko upodabljal prizor v stilu Stvarjenja: figura gleda deželo neznanih možnosti, skrito v megli, ki izhaja iz srca kot emanacija "jaza".

## Planinarjenje
Robert Macfarlane trdi, da je slika pomembno vplivala na to, kako so na plezanje gledali v zahodnem svetu od obdobja romantike, in jo označil za »arhetipsko podobo vizionarja, ki pleza v gore«. Občuduje njegovo moč pri predstavljanju koncepta, da je stati na vrhovih gora nekaj, kar je vredno občudovati, ideje, ki v prejšnjih stoletjih komajda obstaja.

## Sprejem
Medtem ko je bil Friedrich spoštovan v nemških in ruskih krogih, Popotnika nad morjem megle in Friedrichovega dela na splošno niso takoj obravnavali kot mojstrovine. Njegova slava se je zmanjšala, ko je odrasel; zapisal je, da likovni ocenjevalci njegovega časa niso dovolj cenili zimske pokrajine in megle. Friedrichov ugled se je izboljšal v začetku 20. stoletja, zlasti v 1970-ih. Potepuh je postal še posebej priljubljen: od takrat so ga uporabljali kot navdih za različna dela in ne le med umetnostnimi učenjaki. Wanderer se je pojavil na naslovnicah številnih knjig, majic, CD-jev, skodelic za kavo itd., s čimer je postal stalnica "popularne umetnosti" in visoke kulture. Werner Hofmann domneva, da subjekt, ki gleda na platno odprtih možnosti, pripravljen, da se odloči in najde, kaj ga čaka, nagovarja sodobnega gledalca.